# Congiopodidae

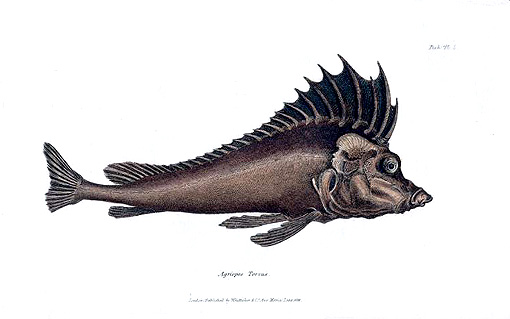
Congiopodus torvus

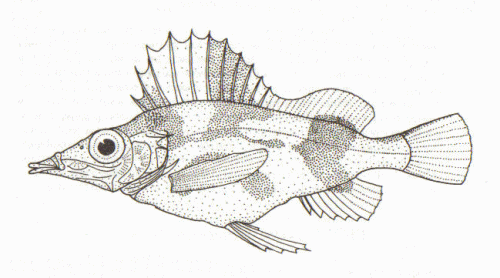
Alertichthys blacki

I Congiopodidae sono una famiglia di pesci ossei marini appartenente all'ordine Scorpaeniformes.

## Distribuzione e habitat
Gli appartenenti alla famiglia sono diffusi in tutti gli oceani dell'Emisfero Australe sia in aree temperate che fredde.
L'ambiente di vita è variabile secondo delle specie: se ne trovano in acque basse come a qualche centinaio di metri di profondità.

## Descrizione
Questi pesci hanno un aspetto abbastanza caratteristico, con muso appuntito e, spesso, una gobba sul dorso. La pelle è priva di scaglie ma è spessa e granulosa, in alcune specie viene effettuata una vera e propria muta come accade nei rettili. Le aperture branchiali sono piccole, poste alla base delle pinne pettorali. Il genere Zanclorhynchus ha due pinne dorsali, tutti gli altri una. La pinna dorsale e la pinna anale hanno un numero variabile di robusti raggi spinosi.
La specie Congiopodus torvus con i suoi 76 cm di taglia massima è quella di maggiori dimensioni.

## Biologia
Sono bentonici.

## Specie
- Genere Alertichthys
  - Alertichthys blacki
- Genere Congiopodus
  - Congiopodus coriaceus
  - Congiopodus kieneri
  - Congiopodus leucopaecilus
  - Congiopodus peruvianus
  - Congiopodus spinifer
  - Congiopodus torvus
- Genere Perryena
  - Perryena leucometopon
- Genere Zanclorhynchus
  - Zanclorhynchus spinifer[2]